# Echinocythereis echinata
Echinocythereis echinata är en kräftdjursart som först beskrevs av Georg Ossian Sars 1866.  Echinocythereis echinata ingår i släktet Echinocythereis och familjen Trachyleberididae. Arten är reproducerande i Sverige. Inga underarter finns listade i Catalogue of Life.